# Hagasjön (Drängsereds socken, Halland)
Hagasjön är en sjö i Hylte kommun i Halland och ingår i Suseåns huvudavrinningsområde.